# Novi Velia
Novi Velia – miejscowość i gmina we Włoszech, w regionie Kampania, w prowincji Salerno.

## Demografia
Według danych na rok 2004 gminę zamieszkiwały 2052 osoby, 60,4 os./km².

## Historia
Miasto założone w starożytności przez greckich osadników z Velii.